# Buck Williams
Charles Linwood Williams, detto Buck (Rocky Mount, 8 marzo 1960), è un ex cestista e allenatore di pallacanestro statunitense, professionista nella NBA.

## Carriera
È stato selezionato dai New Jersey Nets al primo giro del Draft NBA 1981 (3ª scelta assoluta).
Detiene il record di sempre per i New Jersey Nets/Brooklyn Nets per: 
Gare giocate (635), Minuti giocati (23.100), Tiri liberi realizzati (2476), Rimbalzi (7576).
Con 10.440 punti segnati è il 2° miglior marcatore di sempre per i Nets dopo aver mantenuto il primato per più di 28 anni.
I New Jersey Nets hanno ritirato la sua maglia numero 52 nell'Aprile 1999.
Nel luglio 2010 viene assunto dai Portland Trail Blazers come vice del coach Nate McMillan.

## Statistiche

### NBA
| * | Primo nella lega |

#### Regular Season
| Anno      | Squadra             | PG    | PT    | MP   | TC%   | 3P%  | TL%  | RP   | AP  | PRP | SP  | PP   |
| --------- | ------------------- | ----- | ----- | ---- | ----- | ---- | ---- | ---- | --- | --- | --- | ---- |
| 1981-1982 | N.J. Nets           | 82    | 82    | 34,5 | 58,2  | 0,0  | 62,4 | 12,3 | 1,3 | 1,0 | 1,0 | 15,5 |
| 1982-1983 | N.J. Nets           | 82    | 82    | 36,1 | 58,8  | 0,0  | 62,0 | 12,5 | 1,5 | 1,1 | 1,3 | 17,0 |
| 1983-1984 | N.J. Nets           | 81    | 81    | 37,1 | 53,5  | 0,0  | 57,0 | 12,3 | 1,6 | 1,0 | 1,5 | 15,7 |
| 1984-1985 | N.J. Nets           | 82*   | 82    | 38,8 | 53,0  | 25,0 | 62,5 | 12,3 | 2,0 | 0,8 | 1,3 | 18,2 |
| 1985-1986 | N.J. Nets           | 82    | 82    | 37,4 | 52,3  | 0,0  | 67,6 | 12,0 | 1,6 | 0,9 | 1,2 | 15,9 |
| 1986-1987 | N.J. Nets           | 82*   | 82    | 36,3 | 55,7  | 0,0  | 73,1 | 12,5 | 1,6 | 1,0 | 1,1 | 18,0 |
| 1987-1988 | N.J. Nets           | 70    | 70    | 37,7 | 56,0  | 100  | 66,8 | 11,9 | 1,6 | 1,0 | 0,6 | 18,3 |
| 1988-1989 | N.J. Nets           | 74    | 72    | 33,1 | 53,1  | 0,0  | 66,6 | 9,4  | 1,1 | 0,8 | 0,5 | 13,0 |
| 1989-1990 | Portland T. Blazers | 82*   | 82    | 34,2 | 54,8  | 0,0  | 70,6 | 9,8  | 1,4 | 0,8 | 0,5 | 13,6 |
| 1990-1991 | Portland T. Blazers | 80    | 80    | 32,3 | 60,2* | –    | 70,5 | 9,4  | 1,2 | 0,6 | 0,6 | 11,7 |
| 1991-1992 | Portland T. Blazers | 80    | 80    | 31,5 | 60,4* | 0,0  | 75,4 | 8,8  | 1,4 | 0,8 | 0,5 | 11,3 |
| 1992-1993 | Portland T. Blazers | 82    | 82    | 30,5 | 51,1  | 0,0  | 64,5 | 8,4  | 0,9 | 1,0 | 0,7 | 8,3  |
| 1993-1994 | Portland T. Blazers | 81    | 81    | 32,5 | 55,5  | 0,0  | 67,9 | 10,4 | 1,0 | 0,7 | 0,6 | 9,7  |
| 1994-1995 | Portland T. Blazers | 82*   | 82    | 29,5 | 51,2  | 50,0 | 67,3 | 8,2  | 1,0 | 0,8 | 0,8 | 9,2  |
| 1995-1996 | Portland T. Blazers | 70    | 10    | 23,9 | 50,0  | 66,7 | 66,8 | 5,8  | 0,6 | 0,6 | 0,7 | 7,3  |
| 1996-1997 | N.Y. Knicks         | 74    | 4     | 20,2 | 53,7  | 0,0  | 64,2 | 5,4  | 0,7 | 0,5 | 0,5 | 6,3  |
| 1997-1998 | N.Y. Knicks         | 41    | 6     | 18,0 | 50,3  | –    | 73,2 | 4,5  | 0,5 | 0,4 | 0,4 | 4,9  |
| Carriera  | Carriera            | 1.307 | 1.140 | 32,5 | 54,9  | 16,7 | 66,4 | 10,0 | 1,3 | 0,8 | 0,8 | 12,8 |
| All-Star  | All-Star            | 3     | 0     | 20,3 | 52,6  | –    | 45,5 | 8,0  | 2,0 | 0,3 | 0,7 | 8,3  |

#### Massimi in carriera
Regular Season
- Massimo di punti: 35 vs Indiana Pacers (27 febbraio 1987)
- Massimo di rimbalzi: 27 vs Golden State Warriors (1º febbraio 1987)
- Massimo di assist: 7 (2 volte)
- Massimo di palle rubate: 5 (3 volte)
- Massimo di stoppate: 7 (2 volte)

#### Play-off
| Anno     | Squadra             | PG  | PT | MP   | TC%   | 3P%  | TL%  | RP    | AP  | PRP | SP  | PP   |
| -------- | ------------------- | --- | -- | ---- | ----- | ---- | ---- | ----- | --- | --- | --- | ---- |
| 1982     | N.J. Nets           | 2   | –  | 39,5 | 53,8  | –    | 46,7 | 10,5  | 1,5 | 0,5 | 1,0 | 17,5 |
| 1983     | N.J. Nets           | 2   | –  | 42,5 | 50,0  | –    | 80,0 | 11,5  | 2,0 | 1,0 | 1,0 | 19,0 |
| 1984     | N.J. Nets           | 11  | –  | 43,0 | 48,5  | –    | 55,6 | 14,1* | 1,5 | 1,5 | 1,5 | 15,5 |
| 1985     | N.J. Nets           | 3   | –  | 41,0 | 65,0* | –    | 73,3 | 10,7  | 0,3 | 1,0 | 1,7 | 24,7 |
| 1986     | N.J. Nets           | 3   | –  | 42,0 | 72,4  | –    | 76,9 | 10,3  | 0,7 | 2,0 | 0,3 | 20,7 |
| 1990     | Portland T. Blazers | 21* | –  | 37,0 | 50,8  | –    | 67,6 | 9,2   | 1,9 | 0,6 | 0,3 | 13,0 |
| 1991     | Portland T. Blazers | 16  | 16 | 37,0 | 50,0  | –    | 60,3 | 8,9   | 0,9 | 0,6 | 0,3 | 10,3 |
| 1992     | Portland T. Blazers | 21  | 21 | 36,1 | 50,8  | –    | 75,8 | 8,5   | 1,0 | 1,3 | 0,8 | 9,6  |
| 1993     | Portland T. Blazers | 4   | 4  | 36,1 | 47,8  | –    | 68,4 | 7,3   | 0,3 | 0,3 | 0,8 | 8,8  |
| 1994     | Portland T. Blazers | 4   | 4  | 36,1 | 67,9  | –    | 86,7 | 8,8   | 0,5 | 1,0 | 0,5 | 12,8 |
| 1995     | Portland T. Blazers | 3   | 3  | 36,1 | 60,0  | –    | 63,6 | 6,3   | 0,3 | 1,3 | 0,7 | 8,3  |
| 1996     | Portland T. Blazers | 5   | 1  | 26,6 | 39,1  | 50,0 | 71,4 | 5,0   | 0,2 | 0,2 | 0,8 | 4,8  |
| 1997     | N.Y. Knicks         | 10  | 1  | 19,3 | 48,6  | –    | 52,9 | 4,0   | 0,6 | 0,3 | 0,4 | 4,3  |
| 1998     | N.Y. Knicks         | 3   | 0  | 15,0 | 44,4  | –    | 75,0 | 5,3   | 0,3 | 0,0 | 0,3 | 4,7  |
| Carriera | Carriera            | 108 | 50 | 34,4 | 52,0  | 50,0 | 67,2 | 8,7   | 1,0 | 0,8 | 0,6 | 11,2 |

#### Massimi in carriera
Play-off
- Massimo di punti: 28 vs Detroit Pistons (24 aprile 1985)
- Massimo di rimbalzi: 18 (2 volte)
- Massimo di assist: 5 vs Milwaukee Bucks (1º maggio 1984)
- Massimo di palle rubate: 4 (2 volte)
- Massimo di stoppate: 4 vs Philadelphia 76ers (20 aprile 1984)

## Palmarès
- NBA Rookie of the Year (1982)
- NBA All-Rookie First Team (1982)
- All-NBA Team: 1

Second Team: 1983
- NBA All-Defensive Team: 4

First Team: 1990, 1991
Second Team: 1988, 1992
- NBA All-Star Game: 3

1982, 1983, 1986
- 1 volta maggior numero di rimbalzi offensivi in stagione NBA
- 2 volte migliore nella percentuale di tiro dal campo NBA (1991, 1992)
- Centoduesimo miglior marcatore di sempre NBA
- Ventesimo di sempre per Numero di partite giocate in NBA (1307 partite)
- Sedicesimo miglior rimbalzista di sempre NBA (17° sommando NBA e ABA)
- Terzo nella classifica dei miglior rimbalzisti offensivi di sempre NBA (4° sommando NBA e ABA)
- Ottantaduesimo miglior stoppatore di sempre NBA (84° sommando NBA e ABA)